# Paulo Bento
Paulo Jorge Gomes Bento (* 20. Juni 1969 in Lissabon) ist ein portugiesischer Fußballtrainer und ehemaliger Fußballspieler. Er trainierte zuletzt die Nationalmannschaft der Vereinigten Arabischen Emirate.

## Karriere als Fußballspieler

### Verein
In seiner aktiven Zeit war Bento meistens als defensiver Mittelfeldspieler tätig, repräsentierte die Mannschaften von Estrela Amadora, Vitória Guimarães, Benfica Lissabon, Real Oviedo und beendete seine Karriere im Sommer 2004 mit 35 Jahren bei Sporting Lissabon.
Bento schnürte zwischen 1988 und 1989 seine Schuhe für die Nachwuchsmannschaft von CF Estrela Amadora. Zur Saison 1989/90 gehörte er dem Profikader von Amadora an. Der Verein, welcher erst im Sommer 1988 in die erste portugiesische Liga aufstieg, konnte in diesem Jahr den Pokalsieg feiern. Somit konnte Bento schon recht früh in seiner Laufbahn einen nationalen Titel gewinnen. Bis 1991 gehörte er dem Klub an und konnte erste Spielpraxis erlangen. Im Sommer 1991 entschied er sich für einen Wechsel zum Ligakonkurrenten Vitória Guimarães. Dort entwickelte sich der kantige Defensivspieler zum Leistungsträger. Diese Leistungen erkannten auch die Top-Teams Portugals und zur Spielzeit 1994/95 sicherte sich Benfica Lissabon die Dienste Bentos. Auch dort zeigte er konstant gute Leistungen, sodass ausländische Mannschaften auf ihn aufmerksam wurden. 1996 wagte er dann schließlich den Schritt ins Ausland, zu Real Oviedo. Zuvor wurde er nochmals Pokalsieger mit Benfica. Zwar hatte er auch in Spanien einen Stammplatz und spielte ansprechend, zu einem Titel reichte es dort allerdings nie. 2000 erfolgte die Rückkehr nach Portugal. Mit Sporting Lissabon sollte er im Herbst seiner Karriere nochmals Titel sammeln. Zuerst wurde 2000 noch vor Start des Ligaspielbetriebs der Portugiesische Super-Cup gewonnen. 2002 wurde mit dem erneuten Supercup-Sieg, Pokalsieg und Meisterschaft das nationale Triple perfekt gemacht. 2004 verabschiedete er sich von der Fußballbühne.

### Nationalmannschaft
Bento spielte 35-mal für die portugiesische Nationalmannschaft. Er war einer der Leistungsträger während der EM 2000, in der Portugal im Halbfinale ausschied, und stand im Kader der WM 2002.
Sein Debüt gab er am 15. Januar 1992 beim 0:0-Unentschieden gegen den Nachbar Spanien. Sein letztes Spiel für Portugal absolvierte er bei der 0:1-Niederlage während der WM 2002 gegen Südkorea.

### Erfolge
- 1× Portugiesischer Meister: 2001/02
- 3× Portugiesischer Pokalsieger: 1989/90, 1995/96, 2001/02
- 2× Portugiesischer Supercupsieger: 2000, 2002

## Karriere als Trainer

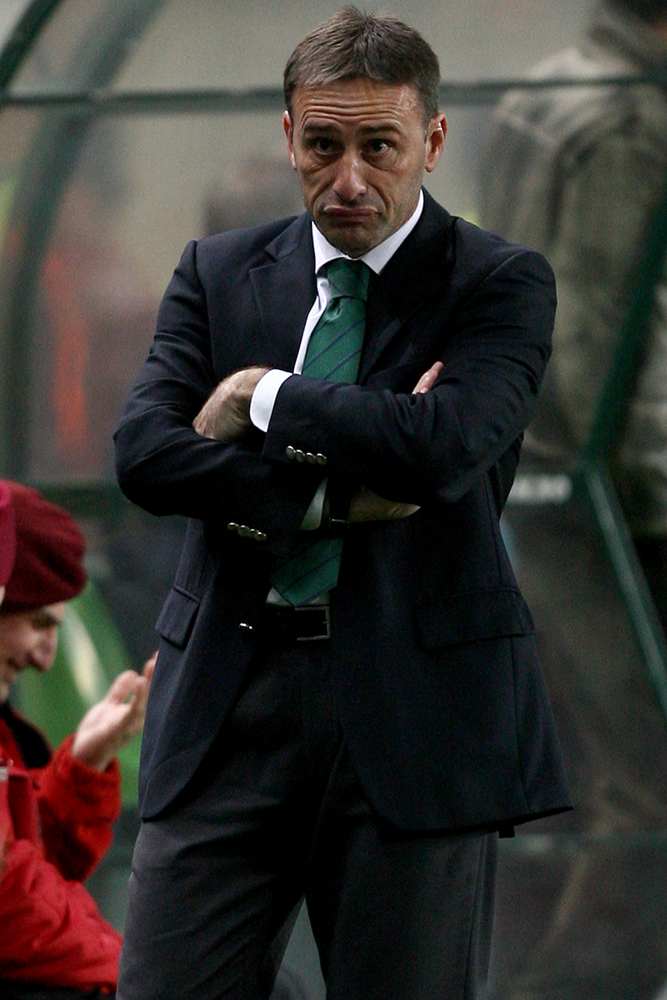
Paulo Bento als Trainer von Sporting Lissabon

Nachdem er seine aktive Karriere als Spieler beendet hatte, wurde Bento von seinem ehemaligen Verein Sporting Lissabon als Jugendtrainer engagiert und mit seiner Mannschaft portugiesischer Jugendmeister. Nach der Entlassung von José Peseiro wurde er im Laufe der Saison 2005/06 zum Cheftrainer der Profimannschaft befördert und führte die zum Zeitpunkt der Übernahme siebtplatzierte Mannschaft am Saisonende auf den zweiten Rang. Bento baute junge Spieler wie Nani, João Moutinho und Miguel Veloso ins Team ein, die er bereits in der Jugend betreut hatte.
In der Saison 2006/07 war Sporting Lissabon in der UEFA Champions League aktiv und verpasste trotz eines Sieges über Inter Mailand knapp das Achtelfinale. In der portugiesischen Liga landete das Team erneut auf dem zweiten Platz und gewann den portugiesischen Pokal. Vor Beginn der Saison 2007/08 gewann Sporting unter seiner Führung den portugiesischen Supercup. 2007/08 spielte Sporting Lissabon erneut in der UEFA Champions League. Am Ende dieser Saison wurde der nationale Pokal durch einen Finalsieg gegen den FC Porto verteidigt. Am 6. November 2009 trat Bento als Trainer zurück und reagierte damit auf Kritik an seiner Person.
Am 20. September 2010 wurde Bento Trainer der portugiesischen Nationalmannschaft. Bei der EM 2012 erreichte er mit Portugal das Halbfinale und scheiterte dort am Turniersieger Spanien mit 2:4 im Elfmeterschießen. Vor der WM 2014, bei der Portugal bereits in der Vorrunde scheiterte, war sein Vertrag bis 2016 verlängert worden. Am 11. September 2014, wenige Tage nach einer Heimniederlage im ersten Spiel der EM-Qualifikation gegen Albanien, einigten sich Bento und die FPF auf eine Beendigung der Zusammenarbeit.
Von Mai bis Juni 2016 trainierte er den Cruzerio aus Brasilien. Am 8. August 2016 übernahm Bento den Trainerposten bei Olympiakos Piräus. Im März 2017 wurde er nach drei Liganiederlagen in Folge beurlaubt, obwohl seine Mannschaft zu diesem Zeitpunkt mit sieben Punkten Vorsprung die Tabelle anführte und im Pokalhalbfinale sowie im Achtelfinale der Europa League stand. Der Verein gewann am Saisonende die griechische Meisterschaft. Im Dezember 2017 wurde er vom chinesischen Erstligisten Chongqing Lifan verpflichtet, aber bereits im Juli 2018 wieder entlassen.
Im August 2018 übernahm er die Nationalmannschaft von Südkorea und unterschrieb einen Vertrag bis zur WM 2022. Bei der Asienmeisterschaft 2019 erreichte er mit seinem Team das Viertelfinale, in dem man Katar mit 0:1 unterlag. Im gleichen Jahr gewann er mit Südkorea die Ostasienmeisterschaft. Auch die Qualifikation zur WM-Endrunde 2022 wurde erreicht. In Katar führte er die Südkoreaner mit einem Unentschieden gegen Uruguay, einer Niederlage gegen Ghana und einem Sieg gegen Portugal zum ersten Mal seit 12 Jahren in die K.o.-Phase. Im Achtelfinale ereilte das Team schließlich nach einer 1:4-Niederlage gegen Brasilien das Aus. Bento selber hatte im zweiten Gruppenspiel gegen Ghana nach Spielschluss von Schiedsrichter Anthony Taylor die Rote Karte gezeigt bekommen und ist damit der erste Trainer der WM-Geschichte, der mittels der Roten Karte des Feldes verwiesen wurde. Für das abschließende Gruppenspiel gegen sein Heimatland und ehemaliges Team Portugal war Bento daher gesperrt. Nach dem Turnier verkündete er seinen Rücktritt als Nationaltrainer Südkoreas.
Von 2023 bis März 2025 war er Cheftrainer der Nationalmannschaft der Vereinigten Arabischen Emirate.

### Erfolge
- 2× Portugiesischer Pokalsieger: 2006/07, 2007/08
- 2× Portugiesischer Supercupsieger: 2007, 2008
- 1× Griechischer Meister: 2016/17
- 1× Ostasienmeister: 2019